# Agapantus
Agapantus (lat. Agapanthus), rod su trajnica s juga afričkog kontinenta. Postoji sedam vrsta, jedan hemikriptofit, A. africanus, i ostali geofiti, predstavnici su porodice zvanikovki unutar koje čine posebnu potporodicu Agapanthoideae.

## Opis
Bivša podporodica Agapanthaceae, sada Agapanthoideae je potpuno južnoafrička porodica s Agapanthusom kao jedinim rodom. Biljke su listopadne ili zimzelene i sadrže saponine koji su odgovorni za karakterističan sluzav sok. Svaki plavi ili povremeno bijeli cvijet ima 6 listova tepal (dio perijanta) spojenih u kratku cjevčicu pri bazi, 6 prašnika i gornju jajnicu s 3 komore s mnogo krilatih sjemenki. Biljke rastu iz rizoma često stvarajući velike kolonije. Listovi su u obliku remenastog oblika, a cvjetne stabljike su bez lišća i nose raskošnew cvjetove. Prema Alanu Meerowu ova je porodica bila rastrgana između dvije porodice Alliaceae i Amaryllidaceae. Ima nadmoćni jajnik, što je karakteristično za Alliaceae, i nedostaju mu posebni (amarilidni) alkaloidi uobičajeni za Amaryllidaceae, a također mu nedostaju alil sulfidi koji se nalaze u Alliaceae. U Dahlgrenovom djelu Agapanthus je bio povezan (iako ne blisko) s Tulbaghia, drugim južnoafričkim rodom, na temelju anatomskih sličnosti (rizomatozni, plosnati listovi, cvatovi nalik na kišobran, tepali srasli bazalno, itd.) Molekularni dokazi ukazuju na bliži odnos s Amaryllidaceae. Godine 2003. Angiospermy Phylogeny Group (APG II izvješće) predložila je da se ova porodica "vrati" u porodicu Alliaceae.
U najnovijim sustavima APG III i APG IV, Amaryllidaceae uključuje Alliaceae i Agapanthaceae kao potporodice.

## Vrste
1. Agapanthus africanus (L.) Hoffmanns.
2. Agapanthus campanulatus F.M.Leight.
3. Agapanthus caulescens Spreng.
4. Agapanthus coddii F.M.Leight.
5. Agapanthus inapertus Beauverd
6. Agapanthus praecox Willd.
7. Agapanthus walshii L.Bolus

## Sinonimi
- Abumon Adans.
- Mauhlia Dahl
- Tulbaghia Heist.